# Pseudosymmachia wulaiensis
Pseudosymmachia wulaiensis är en skalbaggsart som beskrevs av Kobayashi 1988. Pseudosymmachia wulaiensis ingår i släktet Pseudosymmachia och familjen Melolonthidae. Inga underarter finns listade i Catalogue of Life.